# سان جوفاني في غالدو
سان جوفاني في غالدو (بالإيطالية: San Giovanni in Galdo)‏ هي بلدية في مقاطعة كامبوباسو في إقليم موليزي الإيطالي.

## السكان
في سنة 1861 بلغ عدد السكان 1٬695 نسمة، وتطور العدد ليصل في سنة 2011 لـ 624 نسمة.
يظهر هذا المخطط البياني تطور النمو السكاني لـ سان جوفاني في غالدو